# Macedonia Blas Flores
Macedonia Blas Flores (1958) é uma defensora dos direitos humanos mexicana de origem otomi (hñañú), candidata ao Prémio Nobel da Paz em 2005
pelo activismo que empreendeu contra a violência sofrida contra si mesma e contra as mulheres de seu povo indígena. Desde 1997 encabeça a associação civil Fotzi Ñahño (ajuda aos hñañús).